# Sminthurus sylvestris
Sminthurus sylvestris är en urinsektsart som beskrevs av Banks 1899. Sminthurus sylvestris ingår i släktet Sminthurus och familjen Sminthuridae. Inga underarter finns listade i Catalogue of Life.